# Voh
Voh (en langue locale[Laquelle ?] : Vook) est une commune française de Nouvelle-Calédonie qui fait partie de la Province Nord, sur la côte Ouest de la Grande Terre, à environ 300 km au nord-ouest de Nouméa, à 30 km au nord de Koné et à 70 km au sud-est de Koumac. 
On y compte 2 856 habitants en 2019.

## VKP
La dénomination VKP (Voh - Koné - Pouembout) indique la volonté de mutation de la région autour d'un pôle urbain en construction, porté par le développement minier et industriel lié à l'usine du Nord (Koniambo Nickel).
La commune fait partie de l'aire coutumière Hoot ma Waap. Le pwapwâ est une langue kanak parlée dans la commune.

## Géographie

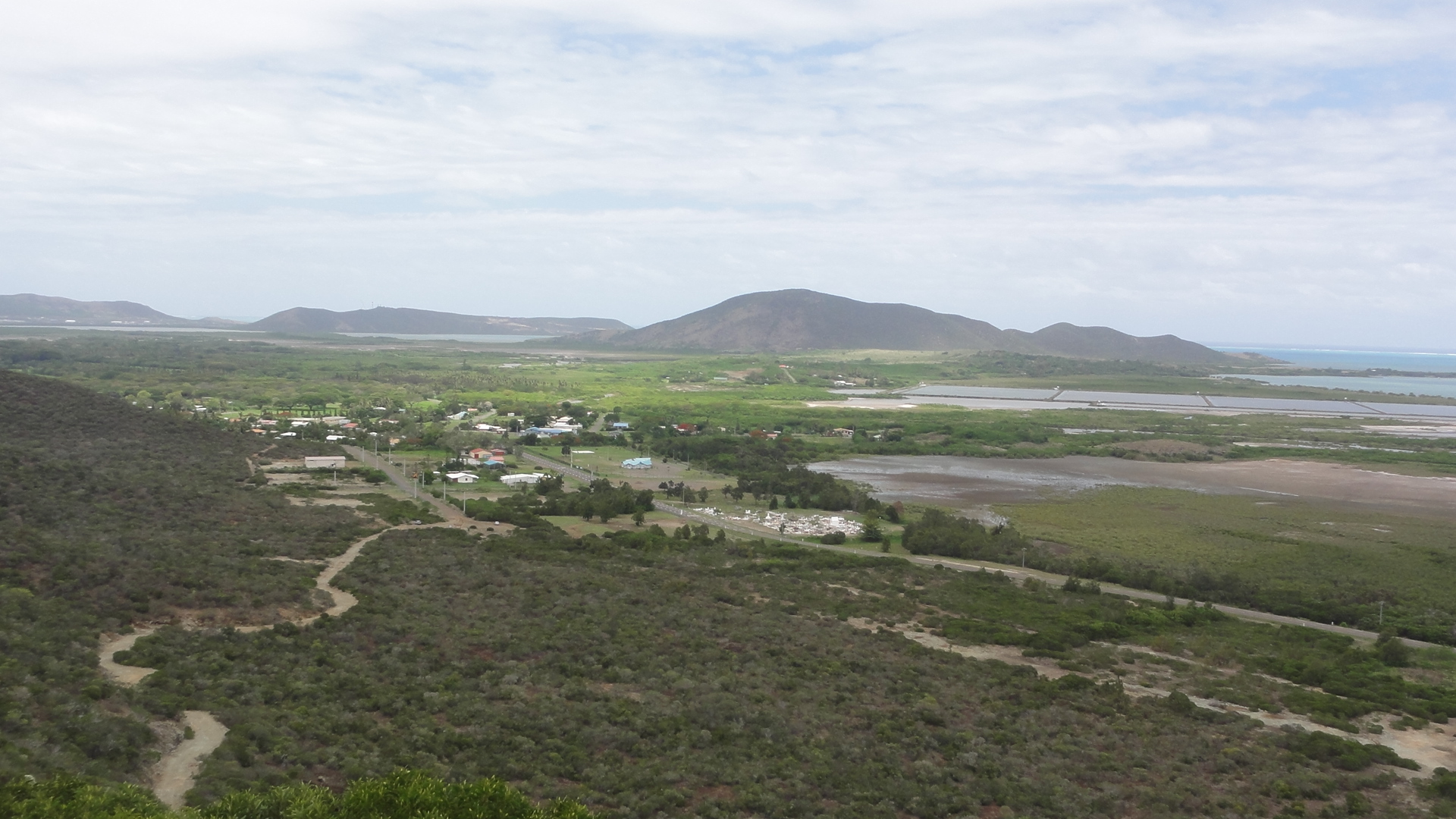
Le village-centre de Voh.

## Histoire

### 1865

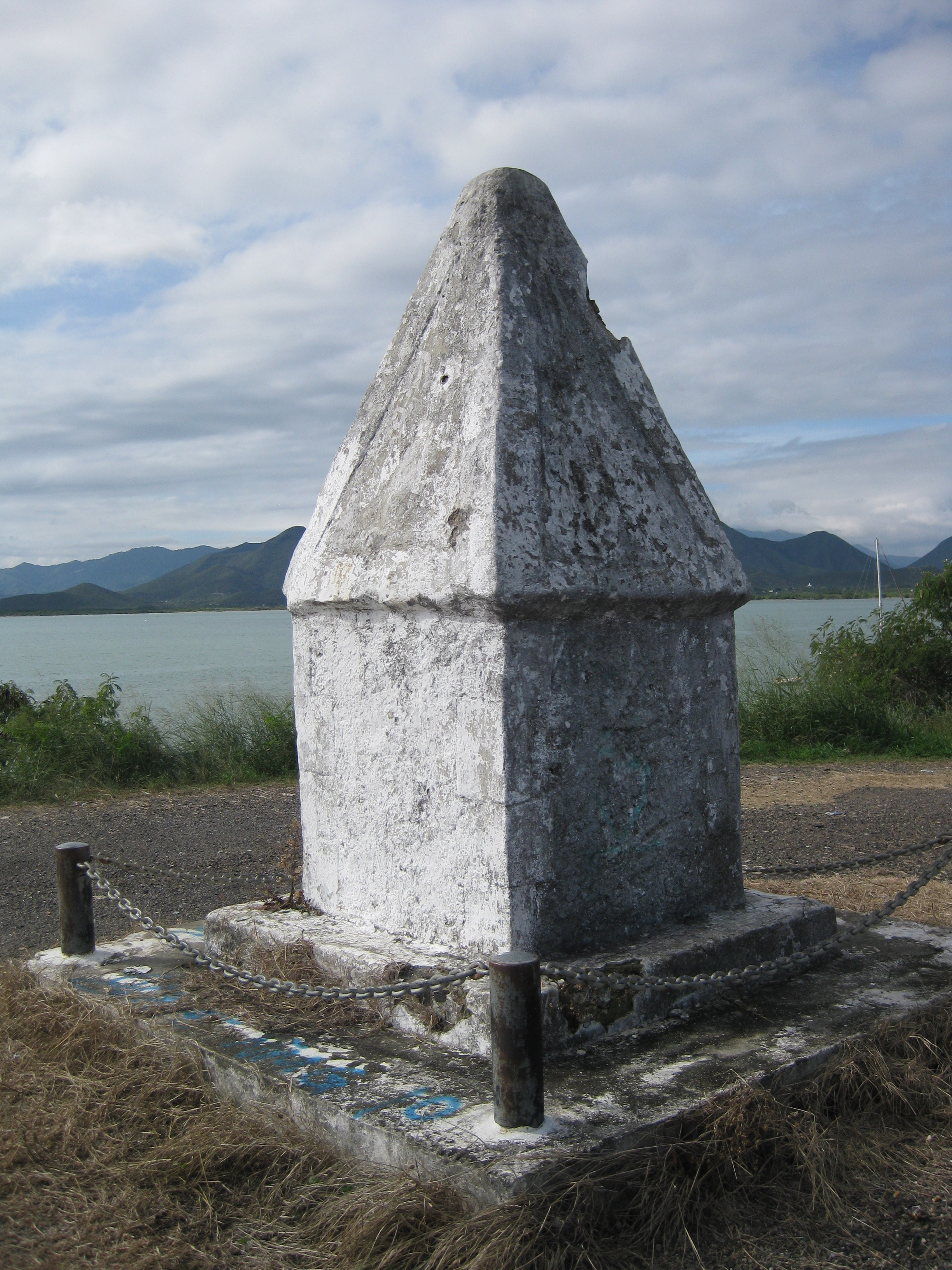
Monument commémoratif du massacre de 1865.

La région entre dans l'histoire en 1865 avec le massacre par les Kanak, après enlèvement de femmes kanakes, des équipages de la Reine-des-Îles et du cotre le Secret à Pouangué (Gatope). Sous le commandement du Gouverneur Charles Guillain, une expédition de représailles est menée, avec l'aide des chefs de Koné (Mango), Voh (Tiph) et Pouaco, contre le Grand Chef N'Endé Gondou, dans les régions de Pouangé, Koné Gathé, Témala et Pouanloatche (détruit). 
La situation entraîne l'érection du fort à Gatope, abandonné dès 1869, à une époque où la région est pacifiée.

### 1891
En juin 1891, l'administration décide d'allotir la petite vallée de Voh, pressentant qu'il n'y aurait bientôt plus de place pour les immigrants à Koné ou à la Ouaménie (centre de Gilliès). L’Avenir de la Nouvelle-Calédonie du 25 juin 1891 écrit : « L’administration se dispose, dit-on à envoyer des immigrants à Voh… ». Fin juillet, la décision est prise de créer un centre agricole sur la rive droite de la rivière de Voh, sur des terrains renoncés volontairement, moyennant rétribution, par les Kanak de la région. L’Avenir du 1er août l’annonce d’une manière très critique, dénonçant le manque de voies de communication dans cette région : « À Voh. — Lorsque l’administration est en disposition de commettre une gaffe, rien ne peut l’en empêcher. Elle a décidé d’envoyer des colons à Voh où il n’y a ni routes, ni moyens de transport, et on peut être sûr que toutes les objections du monde ne l’empêcheront pas de suivre son idée...». Le plan du nouveau centre agricole sur 950 ha est levé dès septembre 1891 par le géomètre Piarchi et présenté au Conseil privé le 8 décembre. Le nouveau centre est divisé en trois parties : 
- lots de village : 37 de 0,15 ha plus 4 de 0,125 ha,
- lots de culture : 25 de 5 ha plus 2 de 3 ha,
- lots de pâturage de 20 ha sur 380 ha : 19 lots.

Juste avant l’ouverture officielle de Voh en janvier 1892, le Conseil privé du 8 décembre 1891 approuve l’attribution à titre gratuit et conditionnel d'un lot de 3,52 ha à un ancien militaire congédié, Constant Godin. 
Le centre de Voh est officiellement ouvert à la colonisation le 23 janvier 1892 avec l'envoi de 23 personnes débarquées à Gatope : les familles de Georges Weiss, Jean-François Jocteur, Alexandre Paulaud, deux hommes seuls : Claude Rousson, Jean-Baptiste Mirandon, et deux célibataires : Pancrace Mainard (ancien militaire) et Marin Poncet, arrivés soit par l'Australien du 11 décembre 1891, soit par l'Océanien du 12 janvier 1892. 
En l'espace de six mois, Voh est déclaré complet. La France Australe du 25 juillet titre : « Le centre de Voh. — Le centre de Voh de création absolument récente a acquis déjà une certaine importance. C’est ainsi qu’il existait déjà dans cette localité vingt-sept concessions, accordées soit à des familles, soit à des célibataires et toutes en exploitation. Par le dernier courrier de la côte Ouest, six familles, formant un total de 44 personnes et arrivés dans la colonie par l’Armand Béhic, ont encore rallié Voh, où il n’existe plus maintenant de concession à donner...». En août 1892, Voh est complet avec 28 familles installées soit 108 habitants, dont 28 hommes, 15 femmes et 65 enfants (session budgétaire du Conseil général du 22 août 1892, pages 110-113). L’arrêté du 6 septembre 1892 crée un bureau d’état-civil et fixe les limites de la circonscription de Voh (JONC du 10 septembre 1892).

### 1893
Cependant, sur l'insistance des colons de Voh, l'administration s'engage à créer un nouveau centre sur la rive gauche de la rivière. En effet, les colons installés depuis janvier 1892 sur la rive droite expriment leur volonté de faire du centre agricole de Voh une réussite. Ils ont pour cela créé un syndicat d’entraide et adressé en juillet 1893 une lettre au journal La Bataille, publiée le 19 juillet 1893, affirmant leur volonté de développement du centre. Nul doute que cet enthousiasme est communiqué au gouverneur Paul Feillet, lors de sa visite à Voh, le 25 octobre 1894. À la suite de cette visite, Paul Feillet fait part dans une lettre aux colons, datée du 5 mars 1895, de sa décision de créer une extension du centre agricole sur la rive gauche : «Lors de ma visite à Voh, j’ai constaté avec la plus vive satisfaction le développement qu’avait déjà pris ce centre agricole, grâce aux efforts intelligents et persévérants des colons qui le mettent en valeur ; mais en même temps mon attention a été appelée sur l’insuffisance du nombre des terres cultivables de ce centre, qui, s’il ne recevait pas d’extension, se trouverait étouffé dans des limites trop étroites.
La pensée m’est alors venue d’agrandir le centre de Voh et d’y tenter une expérience qui, si elle réussissait, comme je n’en doute pas pour ma part, ne servirait pas seulement les intérêts de cette région mais constituerait aussi un enseignement et un encouragement pour la cause de la colonisation libre de la Calédonie.
J’ai profité de ce que la tribu canaque établie à Voh n’était pas installée sur une réserve régulièrement constituée, mais ne jouissait du sol que par une simple occupation de fait, pour passer avec elle un arrangement qui, tout en ménageant ses intérêts matériels, permettrait à mon administration de poursuivre la réalisation du dessein qu’elle s’était proposé.
La tribu a été cantonnée sur une autre partie du territoire après avoir reçu l’indemnité qu’il a paru convenable, par esprit de bonne administration et d’équité, de lui consentir.
Cent cinquante hectares d’excellente terre à culture sont ainsi devenus disponibles...» (La France Australe du 7 mars 1895).
Originellement, Voh rive gauche, doit se composer de 42 lots de village d'une vingtaine d'ares chacun, plus 31 lots de culture d’environ 5 ha et de lots de pâturage d’environ 10 ha. Le plan du nouveau centre est achevé en novembre 1895, époque à laquelle est discutée en Conseil privé du 27 novembre la création d’une Commission municipale à Voh. De nouvelles familles s'installent : Sauvageot, Destoop, Cez, Bourrèche à côté d'anciens colons : Sanial, Vigoureux, Parent, Mainard.
En 1898, le gouverneur Feillet souligne le succès de cette expérience lors de son discours prononcé devant le Conseil général le 2 mai 1898 permettant à Voh de passer de 35 à 76 foyers en à peine trois ans (JONC du 7 mai 1898). En réalité, Voh, rive gauche n’a qu’une éphémère existence. Aujourd’hui les terrains sont occupés par un nouveau lotissement résidentiel.
Les colons de Voh se tournent très vite vers la culture du café, ce qui assure la pérennité du centre. En témoigne le Musée du Café récemment ouvert.

## Administration
| Période                                  | Période  | Identité                    | Étiquette                     | Qualité |
| ---------------------------------------- | -------- | --------------------------- | ----------------------------- | ------- |
| Les données manquantes sont à compléter. |          |                             |                               |         |
| 1961                                     | 1971     | Raymond Rolly               |                               |         |
| 1971                                     | 1977     | Joseph Apou Thidjite        |                               |         |
| 1977                                     | 1983     | Julien Dounehote            | Union calédonienne puis FI-UC |         |
| 1983                                     | 1989     | Gustave « Freddy » Lethezer | PSNC                          |         |
| 1989                                     | 1995     | Guigui Dounehote            | FLNKS-Palika                  |         |
| 1995                                     | 1997     | Gustave « Freddy » Lethezer | DECA                          |         |
| 1997                                     | 2020     | Guigui Dounehote            | FLNKS-UNI-Palika              |         |
| 2020                                     | En cours | Joël Boatate Kolekole       | FLNKS-UNI-Palika              |         |

## Démographie
L'évolution du nombre d'habitants est connue à travers les recensements de la population effectués dans la commune depuis 1956. À partir de 2006, les populations légales des communes sont publiées annuellement par l'Insee, mais la loi relative à la démocratie de proximité du 27 février 2002 a, dans ses articles consacrés au recensement de la population, instauré des recensements de la population tous les cinq ans en Nouvelle-Calédonie, en Polynésie française, à Mayotte et dans les îles Wallis-et-Futuna, ce qui n’était pas le cas auparavant. Ce recensement se fait en liaison avec l'Institut de la statistique et des études économiques (ISEE), institut de la statistique de la Nouvelle-Calédonie. Pour la commune, le premier recensement exhaustif entrant dans le cadre du nouveau dispositif a été réalisé en 2004, les précédents recensements ont eu lieu en 1996, 1989, 1983, 1976, 1969, 1963 et 1956.
En 2019, la commune comptait 2 856 habitants, en diminution de 9,62 % par rapport à 2014 (Nouvelle-Calédonie : +0,98 %).
| 1956  | 1963  | 1969  | 1976  | 1983  | 1989  | 1996  | 2004  | 2009  |
| ----- | ----- | ----- | ----- | ----- | ----- | ----- | ----- | ----- |
| 1 328 | 1 475 | 1 424 | 1 656 | 1 586 | 1 686 | 1 942 | 2 240 | 2 408 |

| 2014  | 2019  | - | - | - | - | - | - | - |
| ----- | ----- | - | - | - | - | - | - | - |
| 3 160 | 2 856 | - | - | - | - | - | - | - |

## Économie

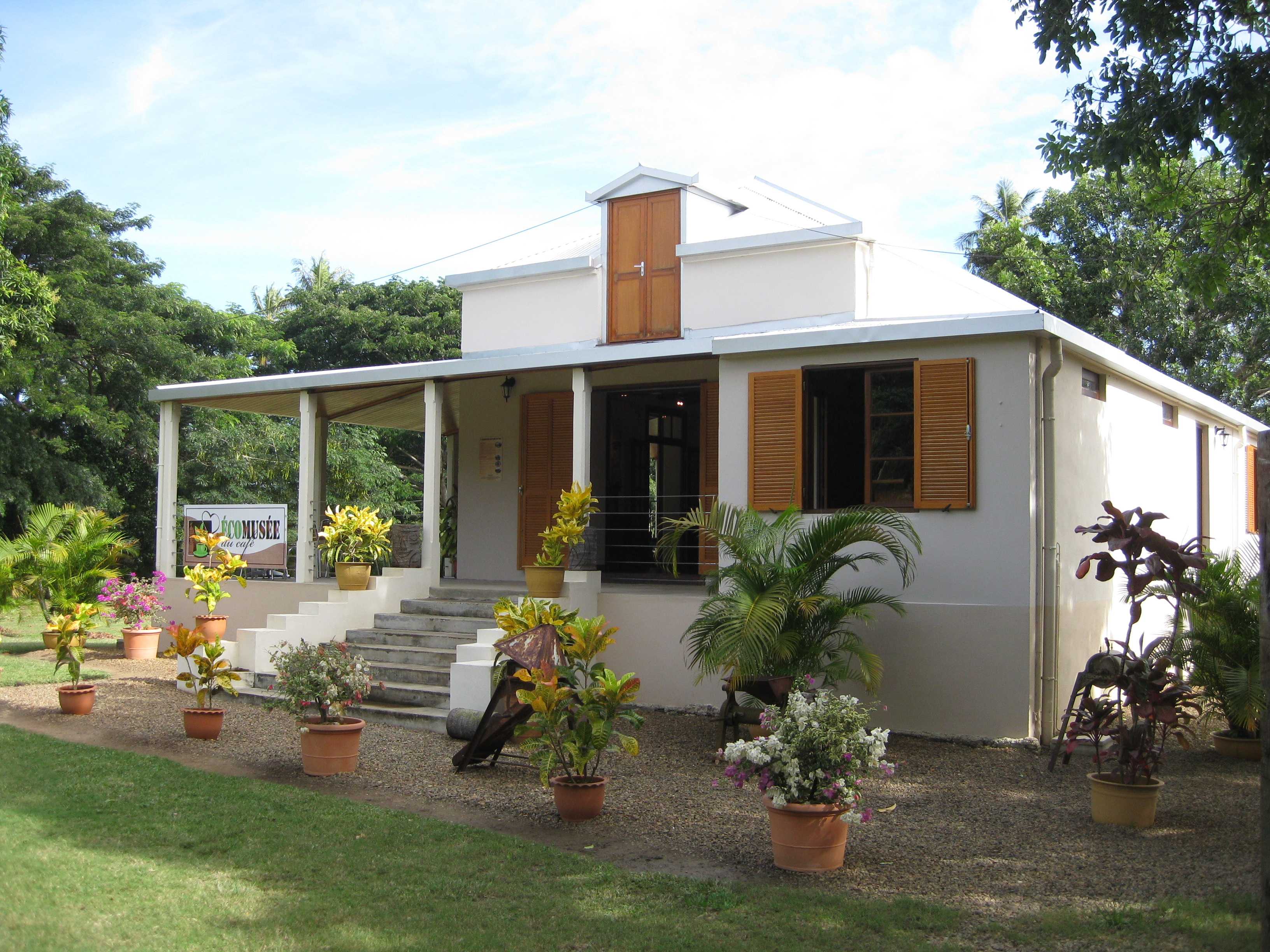
ÉcoMusée sur le café à Voh.

- Nickel du massif de Koniambo (Société minière du Sud Pacifique),
- Tourisme : mangrove, palétuviers Avicenna, tanne, Cœur de Voh,
- Pêche de crabes
- Café : lointain souvenir de l'époque où 500 ha de café étaient cultivés (caféières, caféries)...

## Tribus
- Aire coutumière Hoot ma Waap
  - District de Voh : Boyen, Gatope, Ouélisse, Ouengo, Oundjo, Témala, Tiéta

## Personnalités
- autrefois
  - chef Tiph

## Lieux et monuments

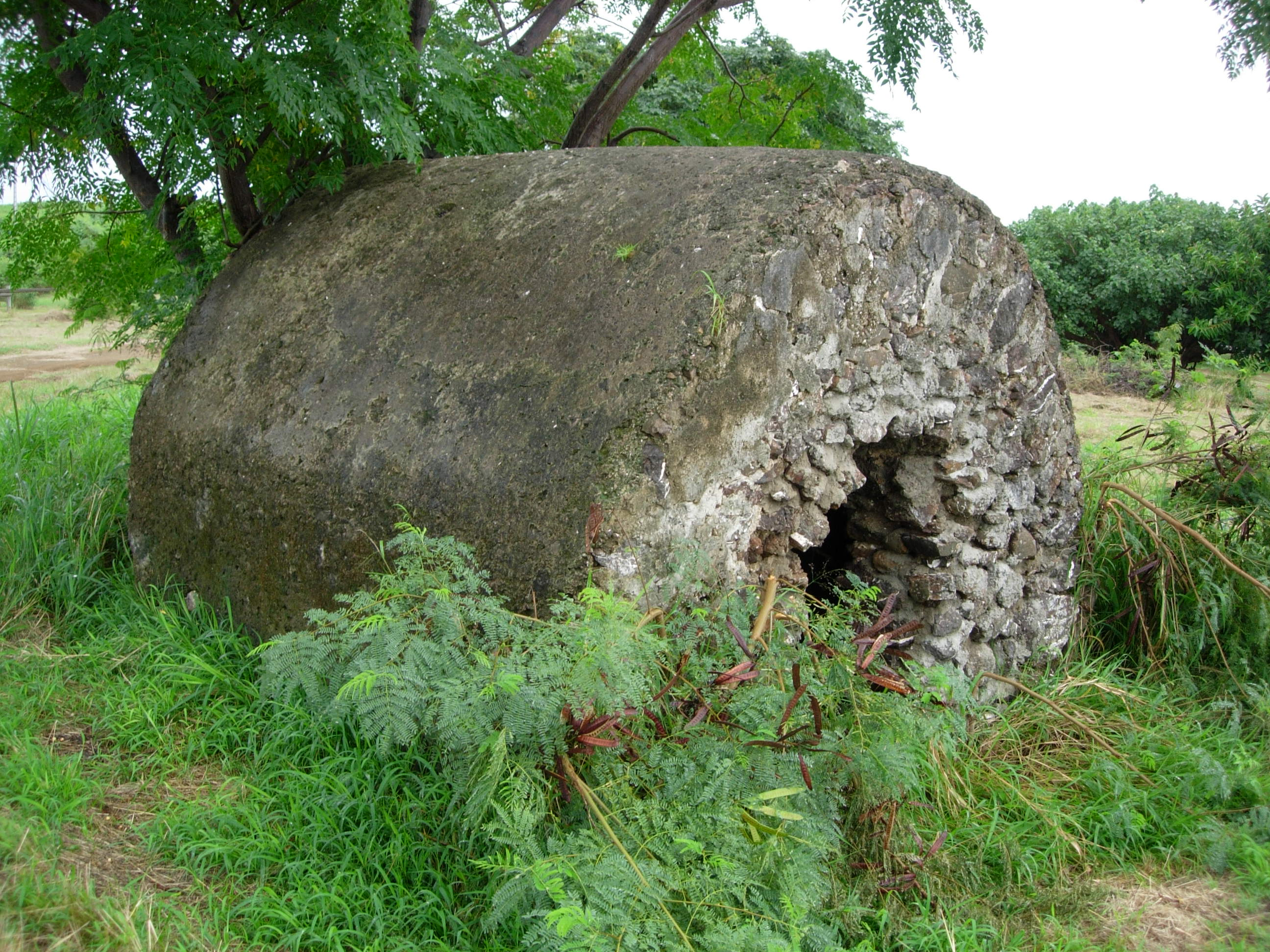
Poudrière du fort de Gatope.

- Église Sainte-Marguerite-Marie de Voh.

En arrière de la plage de Gatope se trouve sous les frondaisons, la poudrière, le seul vestige en pierre du fort érigé en 1865. Une plaque commémorative placée sur un obélisque blanc bâti sur un petit promontoire, non loin de la poudrière, rappelle le souvenir du massacre de 1865. 
La commune dispose de quelques belles demeures coloniales, notamment les anciennes propriétés Destoop, malheureusement en ruine, près de l'EcoMusée du café.
Non loin de l'ancien centre de Voh, rive gauche, au sein du nouveau lotissement, il existe une ancienne poudrière datant du temps des Américains.
Le Cœur de Voh se trouve sur le territoire de la commune. Rendue célèbre en faisant la couverture du livre La Terre vue du Ciel du photographe Yann Arthus-Bertrand, c'est une clairière naturelle dans la mangrove bordant le lagon calédonien. Le message fort transmis par cette curiosité de la nature a fait du Cœur de Voh un symbole d'une Terre qu'il est urgent de préserver. Sa forme évolue...

## Autres centres d'intérêt
- petit marché matinal le mercredi, et marché couvert le samedi, produits fermiers et plantes,
- centre culturel, médiathèque,
- tribus accessibles, accueil, guides,
- fête culturelle en juillet : le Cœur en fête,
- baie de Chasseloup, plage, port,
- Gatope : plage, activités nautiques,
- mangroves, cœur de Voh, palétuviers Avicenna, tanne,
- randonnées, pédestres et équestres,
- plongée, randonnée palmée, planche à voile, kayak, moto marine,
- raid pédestre et triathlon,
- concours de pêche au gros, en décembre,
- pêche au crabe,
- zone de sépulture ancienne des chefs, à Faténaoué/Hwatenewe, site de momies en phase de muséification[6],[7].

## Repères routiers nord:RPN1Koumac - Kaala-Gomén - Voh
- commune de Koumac 
  - Koumac aéroport,
  - Koumac centre, avenue Émile-Frouin, marché, centre culturel, écoles, internat, lycée professionnel, commerces, stations-service, garages...
  - Pandop, pointe, bord de mer, lagon, plage, gîte, site de vol, centre de plongée, piton, marina, café-restaurant, aire aménagée,
  - vallées diverses, Manu, Bwaxak,
  - pointe de Karembé,
- commune de Kaala-Gomen
  - Troulala,
  - déchetterie Koumac-Kaala-Gomen,
  - massif de Kaala-Gomen,
  - bourg de Kaala-Gomen,
  - Gomen : baie des Requins, plage,
  - Tegon : cap Deverd, wharf, monument commémoratif du télégraphe (Australie), et de la première traversée en avion vers l'Australie en 1931,
  - vallée de la Louanga, puis de la Ouemou, Piata/Païta,
  - vallée vers la côte est : Mt Konio, Pic Yambou, Oueholle, Ouemou, Tilwit, Ouenia, Bondé, Ouégoa,
  - pont sur la Louanga, delta, Refuge du Cerf,
  - vallée de la Ouebia : Ouamaba, Gamai, vers la côte est : Ouayagate (Wayageth), Ouaahat, Haut-Coulna, Hienghene,
  - Tinip, rivière, tribu, piste vers Gamai, massif d'Ouanzangou-Taom,
  - Ouaco, vestiges de conserverie de bœuf en gelée et de distillerie,
    - monument Victor Roffey (aviateur), maison du colonel Dix, plaque d'hommage à Jacquot de Ouaco (1932-2010),

  - vallée de la Taom, village de Taom,
- commune de Voh
  - vallée de Boyen (Bweeyen), tribu, baie Chasseloup,
  - vallée de la Temala, mont Témala, Ouélis, piste vers Ouengo-Pouépaï,
  - cœur de Voh, accessible à pied, à cheval, et depuis Koné en avion, et surtout en ULM,
  - Voh, médiathèque, musée du café,

## Repères routiers sud:RPN1Voh - Koné - Pouembout
- commune de Voh (Vook)
  - vallée de Boyen (Bweeyen),
  - vallée de la Temala, piste vers Ouengo-Pouépaï,
  - cœur de Voh,
  - Voh.
  - vallée de la Voh, vers Tiéta (Cata),
  - presqu'île de Gatope (Webwihoon), baie Chasseloup, plage, îlot Galope, élevage de crevettes,
  - Vavouto, terminal du tapis roulant de minerai de nickel, usine (2013), wharf, mine de Koniambo,
  - Oundjo (Xujo),
  - massif de Kaféate,
  - île Pingiane,
- commune de Koné (Koohnê)
  - Pinjen,
  - vallée et baie de Katawiti, plage de Foué,
  - Koné-ouest : aérodrome,
  - Koné : bourg, mairie, gendarmerie, commerces, hôtels, centre culturel,
  - Koniambo (Göröbwau),
  - vallée vers Grombaou, Tiakana (Aucaakana), Ateu, Atéou,
  - Bako, vers Tiaoue (Cè Wè), Noéli (Näwéèlé)
- commune de Pouembout (Pwébuu)
  - RPN2, vers la transversale ouest-est : Poindah (Pwaadë), Näèmî, Netchaot (Hêcaalolè), vallée de la Tiwaka, Touho, Poindimié,
  - vers Pelaoui,
  - vallée de Tia'oué,
  - route transversale Pouembout-Poindimié : Netchaot, Bobeito, Bopope, Pombéï, vallée de la Tiwaka,
  - siège de la Province Nord,
  - Pouembout village, mairie,
  - route et vallée de Tamaon, Paouta, Forêt plate,
  - plage de Franco, baie Blanche,
  - vers Népoui...